# Chuck Murphy
Chuck Murphy (* 8. März 1922 in Montgomery, Alabama, als Charles Hurt Murphy, Jr; † 18. August 2001 in Charleston, North Carolina) war ein US-amerikanischer Country- und Rockabilly-Musiker.

## Leben

### Kindheit und Jugend
Chuck Murphy wurde in Montgomery, Alabama, geboren, wuchs aber in Decatur auf. Der Tag seiner Geburt ist umstritten, da einige Quellen auch den 8. März als Geburtsdatum angegeben. Obwohl Murphy glaubte, er wäre am 8. März geboren, gibt seine Geburtsurkunde den 7. März an. Da Murphys Mutter Klavier spielten, taten es ihr Murphy und sein Bruder Huel gleich. Stark beeinflusst von Fats Waller und Louis Armstrong, spielte er mit einer Popband in den 1930er-Jahren erste Auftritte.

### Karriere
Während des Krieges zog Murphy an die Westküste, wo er in einer Dixielandgruppe spielte. Kurz danach ging er zurück nach Alabama. 1950 erhielt er einen Plattenvertrag bei Bama Records, bei denen auch schon Hardrock Gunter unter Vertrag war. Murphy veröffentlichte dort die Single Blue Ribbon Boogie, auf deren B-Seite sich das bekannte Stück They Raided the Joint befand. Manley Pearson, Besitzer des Bama-Labels, verkaufte Murphys Vertrag an Deccas Sublabel Coral Records, bei denen Murphy weitere Platten veröffentlichte.
Bis Mitte 1953 spielte Murphy für Coral acht Singles ein, unter anderem Boogie Jackson, One Beer und I’d Like to Break Your Neck. 1954 wechselte er zu Columbia Records. Seine dortigen Songs waren vor allem von seinem Klavierspiel dominiert und lehnten an den frühen Rockabilly an, der zur damaligen Zeit von dem jungen Elvis Presley bekannt gemacht wurde. Bekanntestes Beispiel ist hierfür Murphys Rhythm Hall. Der Song wurde 1954 im Tulane Hotel in Nashville, Tennessee, mit Hardrock Gunter und Murphys Bruder Huel an der Gitarre, Ernie Newton am Bass und Farris Coursey am Schlagzeug aufgenommen. Später war Murphy bei MGM Records unter Vertrag.
1957 gab Murphy seine musikalische Karriere auf, da er bereits seit einigen Jahren den Wunsch verspürt hatte, Pastor zu werden. Er schrieb sich daraufhin an der Samford University in Birmingham ein und wurde 1963, nach einem Abschluss am Virginia Theological Seminary, Pastor. Diesem Beruf ging Murphy bis zu seinem Tode 2001 nach.

## Diskographie
| Jahr | Titel                                                            | Plattenfirma     |
| ---- | ---------------------------------------------------------------- | ---------------- |
| 1951 | Blue Ribbon Boogie / They Raided The Joint                       | Bama Records     |
| 1951 | My Bucket’s Been Fixed / Honky Tonk Blues                        | Coral Records    |
| 1951 | They Raided The Joint / Blue Ribbon Boogie                       | Coral Records    |
| 1951 | Boogie Jackson / A Woman Is The Strangest Thing                  | Coral Records    |
| 1951 | The Honeymoon Is Over / A Thousand Times                         | Coral Records    |
| 1954 | Hocus Pocus / Hard Headed                                        | Columbia Records |
| 1954 | Rhythm Hall / Riding The Sunshine Special                        | Columbia Records |
| 1954 | Let’s Have An Old Fashioned Christmas / Santa Plays The Trombone | Columbia Records |
| 195? | I’m Gonna Run Not Walk / Friday Night Free For All               | Columbia Records |
| 195? | ? / ?                                                            | MGM Records      |